# Ketill au Nez plat
Ketill au Nez plat (en vieux norrois : Ketill Flatnefr - en anglais : Ketill Flatnose), mort après 857, est un roi viking des Hébrides du IXe siècle.

## Origine
Ketill Björnsson surnommé « au nez plat » est le fils d'un petit chef local,  Björn Grímsson du Ru dit au pied rugueux. Dans la Laxdæla saga (français : Saga des gens du Val-au-Saumon) il est réputé être originaire du Romsdal, une vallée dans l'actuelle région de Møre og Romsdal,  entre le Nordmøre et le Sunnmøre

## Roi des Hébrides
Dans les sagas islandaises, Ketill est associé aux expéditions menées à l'ouest par un « roi norvégien » à la conquête des îles d'Écosse. Ce roi est traditionnellement identifié à Haraldr Hárfagri, qui accède au trône en 872 selon la date traditionnelle Toutefois, selon Alfred P. Smyth, le roi qui était à la tête de ces expéditions ne semble pas être Harald, contemporain d'Æthelstan, mais très probablement le roi de Vestfold Olaf le Blanc, identifié avec l'Amlaíb Conung des chroniques d'Irlande qui règne à Dublin entre 853 et 871.
Ketill comme Olaf sont mentionnés dans les chroniques d'Irlande comme étant actifs au cours du troisième quart du IXe siècle, vers 855-875, et les sagas islandaises relèvent avec insistance que Aude la Très-Sage, la fille de Ketill, devient l'épouse de Amlaíb Conung.
La Saga Eyrbyggja précise :

« Quand Ketill arriva à l'ouest sur la mer, il livra plusieurs batailles et remporta toujours la victoire. Il soumit les Hébrides et s'en fit le chef. »

Soit Ketill accompagnait Olaf lors de son expédition de conquête des îles d'Écosse, au cours de laquelle le comté des Orcades fut réellement établi ou consolidé, soit Ketill conquiert les Hébrides indépendamment de l'expédition d'Amlaíb Conung, qui oblige ensuite Ketill à se soumettre à lui. En tout état de cause, les deux Vikings concluent un accord scellé par le mariage de la fille de l'un avec l'autre.
Ketill apparaît ensuite dans les chroniques d'Irlande comme le chef d'une bande de Gall Gàidheal renégats qui effectue des expéditions guerrières en Irlande associée avec le roi Cerball mac Dúnlainge d'Osraige (mort en 888). En 857, les Annales d'Ulster relèvent que « Ímar et Amlaíb infligent une déroute à Caitil Find et à ses Norvégiens-Gaëls dans les landes du Munster ». Les spécialistes contemporains identifient ce Caitil Find à Ketill. En tout état de cause, l'alliance avec Olaf le Blanc semble s'être rompue, avec comme conséquence la répudiation d'Aude qui retourne dans les domaines de son père.    
Ketill Flatnefr reste maitre des Hébrides jusqu'à sa mort. Ensuite, la fortune de sa famille s'effondre : personne ne lui succède et ses descendants sont contraints d'émigrer vers l'Islande vers 890, où ils deviennent des acteurs majeurs de la colonisation du pays.

## Postérité
Ketill avait épousé Yngvildr la fille de Ketill le Bélier seigneur de Raumarike. Le couple laisse plusieurs enfants:
- Björn Austmaðr (i.e l'Oriental c'est-à-dire le Norvégien ) ;
- Helgi Bjólan (gaélique : Beóllan i.e petite bouche ?) ;
- Aude la Très-Sage,  mère de Thorstein le Rouge ;
- Thórunn Hyrna (i.e la Cornue) , épouse de Helgi Magri (i.e le Maigre)  un chrétien des Hébrides, fils de Eyvindr le Norvégien et de Rafarta une fille de Cerball d'Osraige ;
- Jórunn l'« Ensorceleuse ou la Sagace », mère de Ketill le « Pêcheur ou l'Idiot » qui colonise Kirkjuboer.

## Sources historiques
Ketill et sa famille sont évoqués dans plusieurs sagas islandaises dont la Saga de Snorri le godi, la Saga des gens du Val-au-Saumon.